# Prospekt Metałurhiw (stacja szybkiego tramwaju)
Prospekt Metałurhiw (ukr. Проспект Металургів) – podziemna stacja szybkiego tramwaju w Krzywym Rogu na Ukrainie. Została otwarta 13 lutego 1988 r.

## Opis
„Prospekt Metałurhiw” to jedna z czterech podziemnych stacji krzyworoskiego szybkiego tramwaju. Jest to stacja jednonawowa z jednym peronem wyspowym o długości 104 m. Po obu stronach stacji około 50–60 metrów za holem znajdują się pomieszczenia techniczne. Stacja znajduje się na narożniku ulicy Sobornosti і prospektu Metałurhiw w pobliżu stadionu Metałurh, pałacu kultury Metałurh i parku imienia Bogdana Chmielnickiego. Na zewnątrz stacji prowadzą przejścia podziemne.
Stacja wykończona jest szarym marmurem. Bielony sufit ma faliste wypukłości, które tworzą zakrzywiony wzór. Stacja oświetlona jest świetlówkami rozmieszczonymi w trzech rzędach.